# Geophis talamancae
Espèce
Statut de conservation UICN

 EN B1ab(iii) : En danger
Geophis talamancae  est une espèce de serpents de la famille des Dipsadidae.

## Répartition
Cette espèce se rencontre dans le sud du Costa Rica et dans l'ouest du Panama. Elle est présente entre 1 200 et 1 800 m d'altitude dans la cordillère de Talamanca.

## Étymologie
Son nom d'espèce lui a été donné en référence à son lieu de découverte, la cordillère de Talamanca.

## Publication originale
- Lips & Savage, 1994 : A new fossorial snake of the genus Geophis (Reptilia: Serpentes: Colubridae) from the Cordillera de Talamanca of Costa Rica. Proceedings of the Biological Society of Washington, vol. 107, no 2, p. 410-416 (texte intégral).